# Souris—Moose Mountain
Pour les articles homonymes, voir souris (homonymie).
Circonscription électorale fédérale du Canada
Souris—Moose Mountain est une circonscription électorale fédérale canadienne dans la province de la Saskatchewan représentée depuis 1988.

## Géographie
Elle est créée en 1987 à partir des circonscriptions de Qu'Appelle—Moose Mountain et Assiniboia.
La circonscription comprend la région sud-ouest de la province et les circonscriptions limitrophes sont Yorkton—Melville, Regina—Qu'Appelle, Moose Jaw—Lake Centre—Lanigan, Cypress Hills—Grasslands, Dauphin—Swan River—Neepawa et Brandon—Souris.

1987
1996
2003
2013
2023

## Députés
| Législature                                                            | Années        | Député         | Député            | Parti                     |
| ---------------------------------------------------------------------- | ------------- | -------------- | ----------------- | ------------------------- |
| Souris—Moose Mountain issue de Qu'Appelle—Moose Mountain et Assiniboia |               |                |                   |                           |
| 34e                                                                    | 1988–1993     |                | Leonard Gustafson | Progressiste-conservateur |
| 35e                                                                    | 1993–1997     |                | Bernie Collins    | Libéral                   |
| 36e                                                                    | 1997–2000     |                | Roy Bailey        | Réformiste                |
| 36e                                                                    | 2000-2000     |                | Roy Bailey        | Alliance canadienne       |
| 37e                                                                    | 2000–2002     |                | Roy Bailey        | Alliance canadienne       |
| 37e                                                                    | 2003-2004     |                | Roy Bailey        | Conservateur              |
| 38e                                                                    | 2004–2006     | Ed Komarnicki  |                   | Conservateur              |
| 39e                                                                    | 2006–2008     | Ed Komarnicki  |                   | Conservateur              |
| 40e                                                                    | 2008–2011     | Ed Komarnicki  |                   | Conservateur              |
| 41e                                                                    | 2011–2015     | Ed Komarnicki  |                   | Conservateur              |
| 42e                                                                    | 2015–2019     | Robert Kitchen |                   | Conservateur              |
| 43e                                                                    | 2019–2021     | Robert Kitchen |                   | Conservateur              |
| 44e                                                                    | 2021–2025     | Robert Kitchen |                   | Conservateur              |
| 45e                                                                    | 2025–en cours | Steven Bonk    |                   | Conservateur              |

## Résultats électoraux
Modèle:Élection générale canadienne de 2025 — Souris—Moose Mountain
|       | Candidat              | Parti        | # de voix | % des voix |
|       | Robert Gordon Kitchen | Conservateur | +26 315,  | 70,14 %    |
|       | Steven Bebbington     | Libéral      | +05 076,  | 13,53 %    |
|       | Vicky O'Dell          | NPD          | +05 131,  | 13,68 %    |
|       | Robert Deptuck        | Vert         | +00994,   | 2,65 %     |
| Total | Total                 | Total        | 37 516    | 100 %      |

|       | Candidat          | Parti        | # de voix | % des voix |
|       | (x) Ed Komarnicki | Conservateur | +21 598,  | 73,98 %    |
|       | Gerald Borrowman  | Libéral      | +01 236,  | 4,23 %     |
|       | Allan Arthur      | NPD          | +05 461,  | 18,71 %    |
|       | Bob Deptuck       | Vert         | +00898,   | 3,08 %     |
| Total | Total             | Total        | 29 193    | 100 %      |

|       | Candidat          | Parti        | # de voix | % des voix |
|       | (x) Ed Komarnicki | Conservateur | +19 293,  | 70,49 %    |
|       | Marlin Belt       | Libéral      | +01 834,  | 6,7 %      |
|       | Raquel Fletcher   | NPD          | +04 599,  | 16,8 %     |
|       | Bob Deptuck       | Vert         | +01 643,  | 6 %        |
| Total | Total             | Total        | 27 369    | 100 %      |